# Córdoba Open
Córdoba Open är en tennisturnering som spelas i Córdoba, Argentina. Turneringen spelas utomhus på grus och är en del av ATP 250 Series. 
Turneringen spelades för första gången på ATP-touren 2019 som ersättare till Ecuador Open Quito.

## Resultat

### Singel
| År   | Mästare               | Finalist             | Resultat      |
| ---- | --------------------- | -------------------- | ------------- |
| 2019 | Juan Ignacio Londero  | Guido Pella          | 3–6, 7–5, 6–1 |
| 2020 | Cristian Garín        | Diego Schwartzman    | 2–6, 6–4, 6–0 |
| 2021 | Juan Manuel Cerúndolo | Albert Ramos Viñolas | 6–0, 2–6, 6–2 |
| 2022 | Albert Ramos Viñolas  | Alejandro Tabilo     | 4–6, 6–3, 6–4 |
| 2023 | Sebastián Báez        | Federico Coria       | 6–1, 3–6, 6–3 |

### Dubbel
| År   | Mästare                              | Finalister                             | Resultat      |
| ---- | ------------------------------------ | -------------------------------------- | ------------- |
| 2019 | Roman Jebavý Andrés Molteni          | Máximo González Horacio Zeballos       | 6–4, 7–6(7–4) |
| 2020 | Marcelo Demoliner Matwé Middelkoop   | Leonardo Mayer Andrés Molteni          | 6–3, 7–6(7–4) |
| 2021 | Rafael Matos Felipe Meligeni Alves   | Romain Arneodo Benoît Paire            | 6–4, 6–1      |
| 2022 | Santiago González Andrés Molteni (2) | Andrej Martin Tristan-Samuel Weissborn | 7–5, 6–3      |
| 2023 | Máximo González Andrés Molteni (3)   | Sadio Doumbia Fabien Reboul            | 6–4, 6–4      |